# Volo Aeronaves de México 401
Il volo Aeronaves de México 401 era un volo internazionale da New York a Città del Messico. Uscì di pista a causa di un'interruzione del decollo troppo tardiva, uccidendo quattro membri dell'equipaggio.

## L'aereo e l'equipaggio
XA-XAX, l'aereo coinvolto, era un Douglas DC-8-21 con appena circa sei mesi d'età. Era il 105° Douglas DC-8 prodotto. Era stato affittato ad Aeronaves de México da Eastern Air Lines. Al momento dell'incidente aveva accumulato a malapena 259 ore di volo.
Il comandante Ricardo Gonzalez Orduna, 46 anni, aveva registrato 15.210 ore di volo sul curriculum. Il primo ufficiale Antonio Ruiz Bravo, 32 anni, vantava un'esperienza di 8.260 ore di volo. Il secondo ufficiale Xavier Alvarez Bacha, 32 anni, aveva accumulato 8.143 ore di volo. Il comandante supervisore Robert Poe, 53 anni, aveva accumulato ben 19.495 ore di volo. Era impiegato presso Eastern Air Lines.

## L'incidente
Il volo 401 avrebbe dovuto partire per le 18:30, ma subì un ritardo di un'ora e mezza a causa dell'arrivo, sempre in ritardo, dell'equipaggio e dei passeggeri a causa delle avverse condizioni meteorologiche. La visibilità era di un quarto di miglio con neve leggera e nebbia. Alle 20:14 iniziò la corsa per il decollo dalla pista 7R. La rotazione fu rapida e brusca e, secondo i sopravvissuti, l'aereo rimase in volo per circa tre secondi. La velocità scese da circa 130 nodi a 110 nodi. Temendo uno stallo, il comandante Poe decise di interrompere il decollo. Si slacciò la cintura di sicurezza per alzarsi e valutare i progressi lungo la pista, spostò brevemente le manette (per vedere se funzionavano normalmente) e le riportò immediatamente indietro. Gonzales attivò subito gli inversori di spinta e i freni, mentre Poe estese gli spoiler. Queste azioni richiesero circa 3 secondi. Il DC-8 superò la pista lunga 10.000 piedi, sfondò una barriera antideflagrante e prese fuoco. L'aereo proseguì sul Rockaway Boulevard, colpendo un'auto e ferendo il conducente. Dei quattro piloti, Robert Poe fu l'unico sopravvissuto. Anche un assistente di volo morì nello schianto.

## L'indagine
L'incidente venne indagato dal Civil Aeronautics Board. Gli investigatori determinarono che la causa dell'incidente era da ricercarsi nel decollo interrotto dal capitano Poe, seduto sullo strapuntino. Poe aveva ridotto la spinta senza preavviso durante la rotazione. Lo fece perché credeva erroneamente che la velocità a cui l'aereo era decollato fosse troppo bassa. Non si poteva stabilire se il ghiaccio sui tubi di Pitot, che misurano la velocità dell'aria, potesse aver causato letture errate.